# Синусна брадикардија
Синусна брадикардија један је од многобројних поремећаја срчаног ритма које се карактерише успорењем синусног ритма (брадикардија) испод 60, 50 ређе и 40 откуцаја у минуту.

## Врсте
Синусна брадикардија се моеже јавити у два облика као физиолошка и патолошка брадикардија.

### Физиолошла брадикардија
Овај облик брадикардије настаје у физиолошким стањима као нормална реакција код:
- добро утренираних особа (спортиста, тешких физичких радника)
- особа са израженом ваготонијом,

### Патолошка брадикардија
Патолошка брадикардија, као што јој и сам назив каже настаје у одређеним патолошким сњинма или болестима, константне је учесталост < 40/мин. Типична је за синдром СА чвора, или један од знакова у следећим болестима:
- хипертензија,[3]
- срчанои удар (често),
- коронарна болест,[4]
- стања повећаног интракранијалног притиска,
- аортна стенозе,[5]
- атеросклерозе код старијих особа,[6]
- екстракардијалних болести (смањена функција штитне жлезде, жутица),
- механичке иритације вагуса (притисак на каротидни синус),
- вазовагалне реакције (брадикардија и пад)
- интоксикација лековима (дигиталис, бета-блокатори, антиаритмици итд.).[7]

## Клиничка слика
Особе са синусном бардикардијом су углавном асимптоматски. Код симптоматских доминирају:
- тегобе због немогућност повећања учесталости током напора,
- лупање срца (успорен рад срца при јаким откуцајима),
- несвестица (само код застоја синуса).

## Дијагноза
Дијагноза синусне брадикардије може се потврдити електрокардиограмом који показује следеће карактеристике:
| Параметар      | Карактеристике                                         |
| -------------- | ------------------------------------------------------ |
| Број откуцаја  | Мања од 60 откуцаја у минути.                          |
| Ритам          | Правилан                                               |
| Р таласи       | Усправни, доследни и нормални у морфологији и трајању. |
| P — R интервал | Између 0,12 и 0,20 секунди.                            |
| QRS комплекс   | Ширина мања од 0,12 секунде и постојана морфологија.   |

## Диференцијална дијагноза
У диференцијалној дијагностици од значаја су детаљна историје болести и физички преглед кардиолога.  Све недавне промене у историји узимања лекова код пацијента, нови симптоми као што су бол у грудима, отежано дисање и лупање срца, породична историја синусне брадикардије, физички преглед који открива цијанозу, периферни едем, промењени ментални статус, диспнеја, су релевантне информације које треба узети у обзир за диференцијалну дијагнозу.

## Терапија
Терапија најчешће није потребна код асимптоматских пацијената. Обавезно треба искључите лекове који могу довести до брадикардије (бета блокатори, антагонисти калцијума, дигиталис, антиаритмици).